# Millettia occidentalis
Millettia occidentalis är en ärtväxtart som beskrevs av Adolpho Ducke. Millettia occidentalis ingår i släktet Millettia och familjen ärtväxter. Inga underarter finns listade i Catalogue of Life.